# Немчицкий, Кароль
Кароль Немчицкий (пол. Karol Niemczycki; 5 июля 1999, Краков, Польша) — польский футболист, вратарь клуба «Фортуна» (Дюссельдорф).

## Карьера
Кароль выступал за юношеские команды «Гарбарни», «Краковии». В 2017 году перешёл в молодёжную команду НАК Бреда.
16 ноября 2017 года заключил контракт с нидерландским клубом до июня 2023. 6 мая 2018 голкипер провёл дебютную игру в Эредивизи, выйдя на замену на 81 минуте заключительного матча чемпионата 2017/18 с «Твенте». Свою следующую встречу за клуб из Бреды Кароль провёл 25 августа 2018, в которой пропустил два мяча от «Эксельсиора».
В августе 2020 года вернулся в «Краковию».